# Ретороманцы
Ре́торома́нцы, Ретороманы, Рето-романы — группа народов в Италии, южном Тироле (ладины и фриулы, 740 000 человек, на 1992 год) и Швейцарии (романши, 60 000 человек). 
В Швейцарской конфедерации ретороманцы проживают в основном в кантоне Граубюнден. Сейчас в основном проживают на западе кантона в округах Сурсельва и Имбоден — носители сурсельвского диалекта, в центральной части кантона в округах Хинтеррайн и Альбула — носители сутсельвского и сурмиранского диалектов и на востоке кантона в округах Малоя и Инн — носители энгадинского и мюнтерского диалектов.
Традиционная культура ладинов и фриулов близка к культуре северных итальянцев.
На начало XX столетия в союзном государстве Швейцария, из одной главной группы населения, романской, ретороманцев проживало 1,3 %.
Языки: романшский (один из официальных языков Швейцарии), ладинский и фриульский.
Верующие христиане — католики и протестанты.